# ایگوس-ویوز، ائود
ایگوس-ویوز، ائود (به فرانسوی: Aigues-Vives, Aude) یک کامین در فرانسه است که در Canton of Peyriac-Minervois واقع شده‌است.

## خصوصیات
ایگوس-ویوز ۱۰٫۲۱ کیلومترمربع مساحت و ۵۱۹ نفر جمعیت دارد و ۵۵ متر بالاتر از سطح دریا واقع شده‌است.